# Georges Perec : Une vie dans les mots
Georges Perec : Une vie dans les mots est une biographie de référence de Georges Perec par David Bellos, professeur de littérature française et comparée et directeur du programme de traduction et de communication interculturelle à l'Université de Princeton, qui a également traduit le principal roman de Perec, Life: A User's Manual (1978) du français vers l'anglais.

## Présentation
Sa biographie primée contient une liste complète des œuvres de Perec. La première édition américaine a été publiée en 1993 par David R. Godine, éditeur.
Elle a été traduite en 1994 par Françoise Cartano sous le titre Georges Perec : une vie dans les mots et publiée aux éditions du Seuil.
Le traducteur anglais de Perec s'est mis en quête de celui qui est, pour beaucoup, l'écrivain le plus novateur de sa génération. Cette biographie est le véritable roman d'une vie consacrée à la réinvention de l'écriture, tout à la fois chronique, interprétation sensible et récit divertissant.
Des erreurs et imprécisions ont été relevées dans ce qui demeure un ouvrage de référence. Le numéro 7 des Cahiers Georges Perec, intitulé Antibiotiques, est consacré à une lecture critique de cette biographie.
Une nouvelle édition « corrigée et mise à jour » est parue en 2022.